# Jara del Retamar
Jara del Retamar es una ganadería de toros de lidia perteneciente a Fernando Silva, procedente de la Casta Jijona; está inscrita en la Asociación de Ganaderías de Lidia desde el 25 de abril de 1984.
La ganadería de Jara del Retamar pasta en las fincas Zagalvientillo (Portaje), en la Provincia de Cáceres. La divisa de la ganadería es azul y blanca, con señal hoja de higuera en la derecha y horca en la izquierda.

## Historia de la ganadería
Vicente Martínez adquirió el 13 de septiembre de 1852 la divisa de Los Fuentes la cual pertenecía al ganadero Julián de Fuentes, lo hizo cambiando el hierro por una "M" que hacía referencia a su apellido, el cual actualmente pertenece a la ganadería de Antonio Arribas Sancho.
Trasladó todo el ganado desde Moralzarzal hacia la finca "El Soto" recién comprada por Vicente dentro del término municipal de Colmenar Viejo.
Se presentó en Madrid el día 28 de marzo de 1853, fecha en la que toma antigüedad la ganadería.
En 1875 quiso renovar la sangre de la vacada comprando el semental de nombre "Español" perteneciente a la ganadería Concha y Sierra, de puro origen Vazqueño.
Tras la muerte de Vicente en el año 1894 la ganadería pasó a manos de sus hijas Vicenta y Manuela, la primera de las hijas casada con Luis Gutiérrez Gómez, el cual fue el encargado de continuar con la vacada que pasó a anunciarse en los carteles como Herederos de Vicente Martínez, más adelante, en 1904 adquirieron un nuevo semental de Eduardo Ibarra y de nombre "Diano", posteriormente fueron añadidos otros dos sementales de Parladé.
En 1925 la vacada fue dividida entre los tres nietos del fundador y una de las partes perteneciente a Juan Fernández Martínez fue comprada por Antonio Pérez de San Fernando y la puso el nombre de su mujer María Montalvo, posteriormente denominada Montalvo la cual pertenece a día de hoy a Juan Ignacio Pérez-Tabernero.
En los años 80 Fernando Silva, actual propietario de la ganadería, compra una punta de vacas de la ganadería ya extinguida de La Barrera, en el mismo año decide crear un nuevo hierro, denominado Jara del Retamar, para separar ambos encastes y en dicho hierro solo mantiene lo procedente de José Ortega.
En 2013 tras la muerte de Fernando Silva la ganadería pasa a manos de su hija Verónica Estévez Silva.

## Características
Los toros de Jara del Retamar presentan las siguientes características zootécnica:
- Son bastos de hechura y grandes de alzada con un peso destacable, ligeros de patas y resistentes.[19]
- Encornaduras bastante desarrolladas y hacia arriba.
- Predomina el pelaje berrendo.[20]
- Muestran fijeza y resistencia durante su lidia.[21]